# Saint-Maden
Saint-Maden (tiếng Breton: Sant-Maden, Gallo: Saent-Maden) là một xã của tỉnh Côtes-d’Armor, thuộc vùng Bretagne, tây bắc Pháp.

## Dân số
Người dân ở Saint-Maden được gọi là Madennais.